# Богомил Спиров
Богомил Спиров е български оперен певец и актьор.

## Биография
Спиров е роден на 5 юни 1968 г. в град София, Народна република България. Той е син на актьора Йордан Спиров. Завършва Техникума по полиграфия и фотография „Юлиус Фучик“. През 1994 г. завършва Националната музикална академия „Панчо Владигеров“ при Никола Василев със специалност „Оперно пеене“.
От 1993 г. е в трупата на Националния музикален театър „Стефан Македонски“, където изпълнява централните роли в десетки оперети и мюзикъли. Става звезда на театъра с ролята на Су Чонг в „Страната на усмивките“ от Франц Лехар през 1996 г.
През 2013 г. играе в българия филм „Слънчево“ на режисьора Илия Костов.
Озвучава певчески части в анимационни филми, записани в дублажните студия „Арс Диджитал Студио“ и „Александра Аудио“.

## Роли в мюзикъли и оперети
1. 1993 – Крал Каспар в „Амал и нощните посетители“ от Жан Карло Меноти
2. 1994 – Орест в „Хубавата Елена“ от Жак Офенбах
3. 1994 – Камий дьо Росийон във „Веселата вдовица“ от Франц Лехар
4. 1995 – Кандид в „Кандид“ от Ленард Бърнстейн
5. 1995 – Граф Бони Канчиано в „Царицата на Чардаша“ от Имре Калман
6. 1996 – Су Чонг в „Страната на усмивките“ от Франц Лехар
7. 1997 – Принц Феличе в „Паганини“ от Франц Лехар
8. 1998 – Йонел и Йожи в „Циганска любов“ от Франц Лехар
9. 1998 – Корнелиус Хакъл в „Хелоу Доли“ от Джери Хърман
10. 1998 – Мистър Хикс в „Принцесата на цирка“ от Имре Калман
11. 1999 – Баринкай в „Цигански барон“ от Йохан Щраус
12. 1999 – Камий дьо Росийон във „Веселата вдовица“ от Франц Лехар
13. 2000 – Граф Бони Канчиано в „Царицата на Чардаша“ от Имре Калман
14. 2000 – Йосиф в „Йосиф и фантастичната му пъстра дреха“ от Андрю Лойд Уебър
15. 2001 – Карамело в „Една нощ във Венеция“ от Йохан Щраус
16. 2002 – Исус в „Исус Христос Суперзвезда“ от Андрю Лойд Уебър
17. 2002 – Казанова в „Казанова“ от Георги Костов
18. 2003 – Алфред в „Прилепът“ от Йохан Щраус
19. 2003 – Отокар в „Цигански барон“ от Йохан Щраус
20. 2004 – Рене в „Граф фон Люксембург“ от Франц Лехар
21. 2007 – Крис в „Мис Сайгон“ от Шонберг
22. 2007 – Меркурий в „Любовта на боговете“ от Александър Йосифо
23. 2008 – Джеймс (Жак Бонди) в „Херцогинята от Чикаго“ от Имре Калман
24. 2008 – „Баядерка“ от Имре Калман
25. 2009 – Мънкастрап в „Котки“ от Андрю Лойд Уебър
26. 2009 – Йанци във „Виктория и нейния хусар“ от Паул Абрахам
27. 2009 – Селестен и Лорио в „Мамзел Нитуш“ от Ерве
28. 2010 – граф Бони Канчиано в „Царицата на Чардаша“ от Имре Калман
29. 2011 – Иван в „Българи от старо време“ от Асен Карастоянов
30. 2012 – Зоро в „Зоро“ по музика на „Джипси Кингс“
31. 2012 – Чарли в „Лелята на Чарли“ от Оскар Фелцман
32. 2012 – Айзенщайн в „Прилепът“ от Йохан Щраус
33. 2013 – граф Данило във „Веселата вдовица“ от Франц Лехар
34. 2013 – Били Флин в „Чикаго“ от Боб Фос и Фред Еб
35. 2014 – граф Цетлау във „Виенска кръв“ от Йохан Щраус
36. 2015 – Иполит Глипо във „Фраскита“ от Франц Лехар
37. 2015 – Ахил в „Хубавата Елена“ от Жак Офенбах
38. 2017 – Херцога в „Любов и смърт в Мулен Руж“ – обработка Левон Манукян
39. 2017 – Хадес в „Орфей в ада“ от Жак Офенбах
40. 2018 – Едвин в „Царицата на Чардаша“ от Имре Калман
41. 2018 – Фредерик в „Пиратите от Пензанс“ от Гилбърт и Съливан

## Филмография
- „Слънчево“ (2013) – Слав, режисьор Илия Костов

## Дублаж
1. „Аладин и царят на разбойниците“ – Хоров изпълнител, 2005
2. „Американска приказка“ – Хоров изпълнител, 2000
3. „Американска приказка 2: Файвъл покорява запада“ – Хоров изпълнител, 2000
4. „Йосиф: Господарят на сънищата“ – Хоров изпълнител, 2001
5. „Книга за джунглата“ – Хоров изпълнител, 2000
6. „Красавицата и Звяра“ – Хоров изпълнител, 2002
7. „Мулан“ – Хоров изпълнител, 2000
8. „Омагьосаният император“ – Хоров изпълнител, 2001
9. „Принцът на Египет“ – Размес (вокал), 2000
10. „Принцеса Анастасия“ – Димитри (вокал), 1998
11. „Снежанка и седемте джуджета“ – Принцът, 2001
12. „Спящата красавица“ – Хоров изпълнител, 2008
13. „Таласъми ООД“ – Други гласове, 2001
14. „Цар лъв“ – Хоров изпълнител, 2003
15. „Цар лъв 3: Хакуна матата“ – Хоров изпълнител, 2004

## Смърт
Спиров загива в катастрофа на 28 април 2025 г.